# Bryum parvulum
Bryum parvulum är en bladmossart som beskrevs av Johann Amann 1918. Bryum parvulum ingår i släktet bryummossor, och familjen Bryaceae. Inga underarter finns listade i Catalogue of Life.